# 罗伯托·布雷·马克思
罗伯托·布雷·马克思（Roberto Burle Marx，1909年8月4日—1994年6月4日）是一位巴西景观设计师、画家、版画家、生态学家、博物学家、艺术家和音乐家。罗伯托·布雷·马克思出生在聖保羅。他是丽贝卡·塞西莉亚·伯勒（Rebecca Cecília Burle）和威廉·马克思（Wilhelm Marx）的第四个儿子，前者是具有法国血统的伯南布哥州當地居民，后者是出生在斯图加特并在特里尔長大的德国犹太人。他们一家于1913年搬到里约热内卢。罗伯托·布雷·马克思生前設計了許多公园和花园（例如水庭園），並将现代主义景觀設計引入巴西。
他生前呼籲保护巴西的亞馬遜雨林。50多种植物以他的名字命名。他還在家里收集了大量的植物，其中就有500多株蔓藤。